# Tolumnia lucayana
Tolumnia lucayana är en orkidéart som först beskrevs av George Valentine Nash, och fick sitt nu gällande namn av Guido Jozef Braem. Tolumnia lucayana ingår i släktet Tolumnia och familjen orkidéer. Inga underarter finns listade i Catalogue of Life.